# Patagioenas
Patagioenas är ett släkte med fåglar i familjen duvor inom ordningen duvfåglar som förekommer i Nord- och Sydamerika. Släktet omfattar 17 arter:
- Rostduva (P. cayennensis)
- Fjällig duva (P. speciosa)
- Rödnackad duva (P. squamosa)
- Picazuroduva (P. picazuro)
- Barögd duva (P. corensis)
- Fläckvingad duva (P. maculosa)
- Vitkronad duva (P. leucocephala)
- Rödnäbbad duva (P. flavirostris)
- Karibduva (P. inornata)
- Bandstjärtsduva (P. fasciata)
- Chileduva (P. araucana)
- Jamaicaduva (P. caribaea)
- Marañónduva (P. oenops)
- Blyduva (P. plumbea)
- Kopparduva (P. subvinacea)
- Kortnäbbad duva (P. nigrirostris)
- Chocóduva (P. goodsoni)